# Anthostomella aquatica
Anthostomella aquatica är en svampart som beskrevs av K.D. Hyde & Goh 1998. Anthostomella aquatica ingår i släktet Anthostomella och familjen kolkärnsvampar.   Inga underarter finns listade i Catalogue of Life.